# Sébastien Bisaillon
Pour les articles homonymes, voir Bisaillon.
Sébastien Bisaillon (né le 8 décembre 1986 à Mont-Laurier dans la province de Québec) est un joueur professionnel canadien de hockey sur glace qui évoluait au poste de défenseur.

## Carrière de joueur
Bisaillon évolue cinq saisons dans la Ligue de hockey junior majeur du Québec avec les Foreurs de Val-d'Or. Tout juste avant d'amorcer sa dernière saison avec Val d'Or, il signa son premier contrat professionnel avec les Oilers d'Edmonton, équipe avec laquelle il joue deux parties en fin de saison afin de pallier les blessures des joueurs titulaires, marquant ainsi ses débuts dans la Ligue nationale de hockey. Le 19 mars 2007, il joue sa première partie face aux Canucks de Vancouver.
Lors de la saison 2009-2010, il part en Europe et découvre la DEL avec les Huskies de Cassel.
Après une saison blanche en 2012-2013, il signe en France aux Dauphins d'Épinal, mais l'équipe connaissant des difficultés financières, il prend finalement la direction de Briançon, également pensionnaire de Ligue Magnus. En 2014, il décrochera avec le club haut-alpin la Coupe Magnus, trophée récompensant le champion de France, pour la première fois de l'histoire du club.
En 2015, Bisaillon signe chez les Brûleurs de Loups de Grenoble où il joue pendant 7 ans, s'imposant comme une figure forte du club. Il y remporte 4 titres et y fini sa carrière à la fin de la saison 2021-2022, sur un nouveau titre de Champion de France gagné à domicile.

## Statistiques
| Saison     | Équipe                        | Ligue        |    | Saison régulière | Saison régulière | Saison régulière | Saison régulière | Saison régulière |   | Séries éliminatoires | Séries éliminatoires | Séries éliminatoires | Séries éliminatoires | Séries éliminatoires |
| Saison     | Équipe                        | Ligue        | PJ | B                | A                | Pts              | Pun              | PJ               | B | A                    | Pts                  | Pun                  |                      |                      |
| 2002-2003  | Foreurs de Val-d'Or           | LHJMQ        | 1  | 0                | 0                | 0                | 0                | -                | - | -                    | -                    | -                    |                      |                      |
| 2003-2004  | Foreurs de Val-d'Or           | LHJMQ        | 67 | 4                | 14               | 18               | 39               | 7                | 2 | 0                    | 2                    | 2                    |                      |                      |
| 2004-2005  | Foreurs de Val-d'Or           | LHJMQ        | 69 | 15               | 33               | 48               | 39               | -                | - | -                    | -                    | -                    |                      |                      |
| 2005-2006  | Foreurs de Val-d'Or           | LHJMQ        | 63 | 35               | 36               | 71               | 56               | 5                | 0 | 4                    | 4                    | 2                    |                      |                      |
| 2006-2007  | Foreurs de Val-d'Or           | LHJMQ        | 63 | 12               | 40               | 52               | 30               | 20               | 2 | 10                   | 12                   | 12                   |                      |                      |
| 2006-2007  | Oilers d'Edmonton             | LNH          | 2  | 0                | 0                | 0                | 0                | -                | - | -                    | -                    | -                    |                      |                      |
| 2007-2008  | Thunder de Stockton           | ECHL         | 7  | 4                | 2                | 6                | 2                | 6                | 0 | 1                    | 1                    | 2                    |                      |                      |
| 2007-2008  | Falcons de Springfield        | LAH          | 21 | 3                | 7                | 10               | 10               | -                | - | -                    | -                    | -                    |                      |                      |
| 2008-2009  | Thunder de Stockton           | ECHL         | 27 | 3                | 7                | 10               | 14               | 3                | 0 | 1                    | 1                    | 2                    |                      |                      |
| 2008-2009  | Falcons de Springfield        | LAH          | 31 | 5                | 7                | 12               | 21               | -                | - | -                    | -                    | -                    |                      |                      |
| 2009-2010  | Huskies de Cassel             | DEL          | 54 | 2                | 7                | 9                | 72               |                  |   |                      |                      |                      |                      |                      |
| 2010-2011  | Nailers de Wheeling           | ECHL         | 44 | 6                | 13               | 19               | 20               | -                | - | -                    | -                    | -                    |                      |                      |
| 2010-2011  | Bulldogs de Hamilton          | LAH          | 2  | 0                | 0                | 0                | 0                | -                | - | -                    | -                    | -                    |                      |                      |
| 2011-2012  | Graz 99ers                    | EBEL         | 45 | 5                | 6                | 11               | 52               | -                | - | -                    | -                    | -                    |                      |                      |
| 2013-2014  | Diables rouges de Briançon    | Ligue Magnus | 24 | 4                | 19               | 23               | 18               | 15               | 1 | 6                    | 7                    | 6                    |                      |                      |
| 2014-2015  | Ducs d'Angers                 | Ligue Magnus | 24 | 3                | 12               | 15               | 72               | 10               | 1 | 0                    | 1                    | 10                   |                      |                      |
| 2015-2016  | Brûleurs de loups de Grenoble | Ligue Magnus | 24 | 3                | 5                | 8                | 36               | 5                | 1 | 0                    | 1                    | 4                    |                      |                      |
| 2016-2017  | Brûleurs de loups de Grenoble | Ligue Magnus | 44 | 5                | 15               | 20               | 30               | 12               | 1 | 7                    | 8                    | 4                    |                      |                      |
| 2017-2018  | Brûleurs de loups de Grenoble | Ligue Magnus | 42 | 4                | 22               | 26               | 28               | 17               | 5 | 14                   | 19                   | 2                    |                      |                      |
| 2018-2019  | Brûleurs de loups de Grenoble | Ligue Magnus | 44 | 11               | 21               | 32               | 57               | 15               | 2 | 6                    | 8                    | 8                    |                      |                      |
| 2019-2020  | Brûleurs de loups de Grenoble | Ligue Magnus | 40 | 11               | 25               | 36               | 32               | -                | - | -                    | -                    | -                    |                      |                      |
| 2020-2021  | Brûleurs de loups de Grenoble | Ligue Magnus | 16 | 1                | 7                | 8                | 22               | -                | - | -                    | -                    | -                    |                      |                      |
| 2021-2022  | Brûleurs de loups de Grenoble | Ligue Magnus | 42 | 6                | 19               | 25               | 38               | 14               | 1 | 4                    | 5                    | 8                    |                      |                      |
| Totaux LNH | Totaux LNH                    | Totaux LNH   | 2  | 0                | 0                | 0                | 0                |                  |   |                      |                      |                      |                      |                      |

## Transactions en carrière
- 26 septembre 2006 : signa un contrat comme agent libre avec les Oilers d'Edmonton.